# 石排灣線
石排灣線（葡萄牙語：Linha Seac Pai Van）是澳門輕軌系統第二條開通路線，由路氹城協和醫院連接路環島石排灣。路線採用雙向行車軌道，共設2站，並於2024年11月1日通車。

## 歷史

### 初步規劃

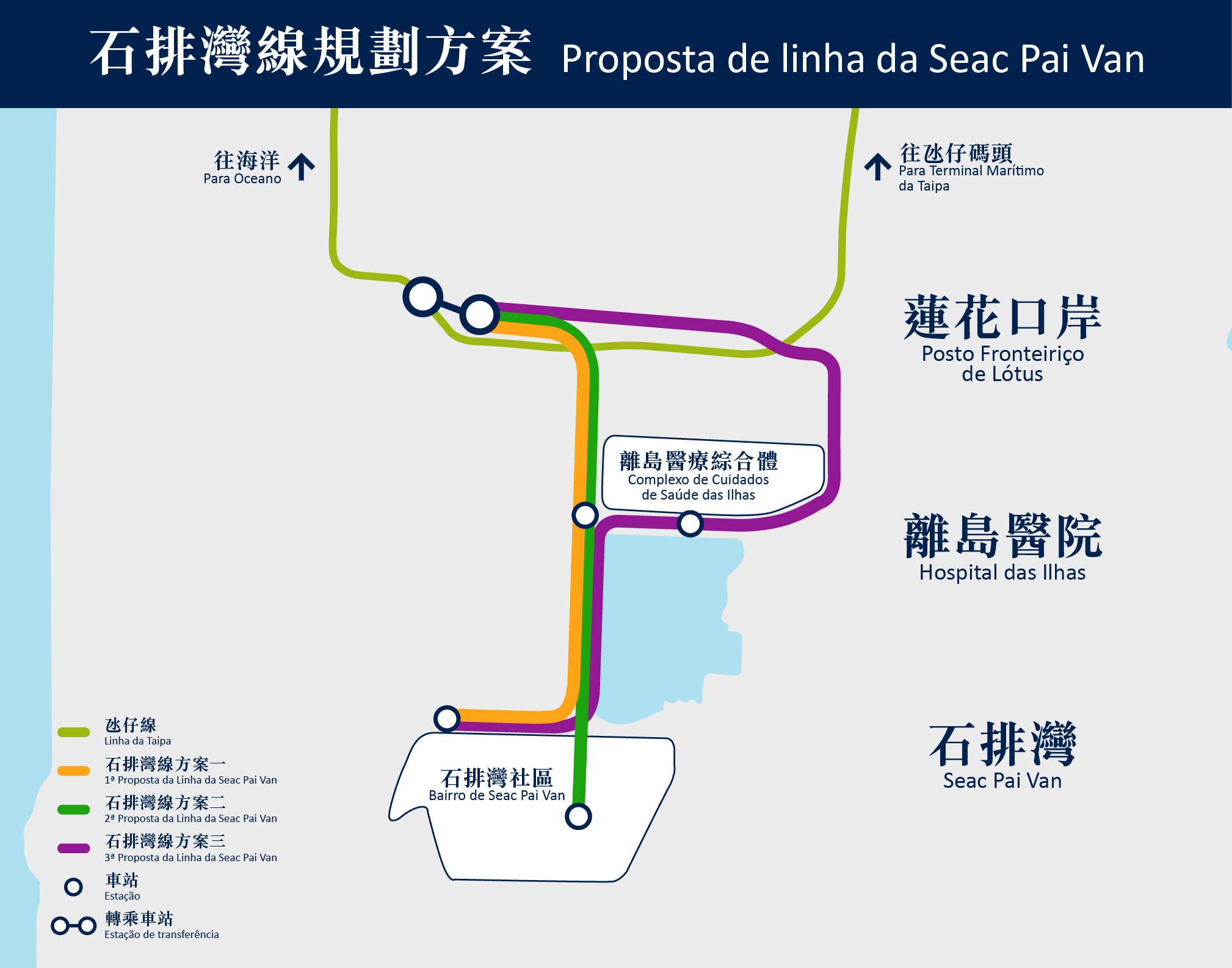
石排灣線規劃時的三個走線方案

2013年4月29日，運輸基建辦公室就「輕軌系統石排灣線可行性研究」表面詢價。
2013年8月23日，特區政府判給Ove Arup & Partners Hong Kong Limited（奧雅納香港分公司）提供「輕軌系統石排灣線可行性研究」。
2014年1月10日，運輸基建辦公室展開「澳門輕軌系統石排灣線可行性研究意見徵集」，向公眾徵集意見45日，於2月23日結束。當中設有以下三個方案：
- 方案一：由蓮花口岸出發，至蓮花圓形地轉入路氹連貫公路，及後於石排灣圓形地轉入石排灣馬路。
- 方案二：由蓮花口岸出發，至蓮花圓形地轉入路氹連貫公路，及後於石排灣圓形地直駛入和諧大馬路。
- 方案三：由蓮花口岸出發，至蓮花圓形地直駛至體育館大馬路後南行往離島醫療綜合體正門，再轉入路氹連貫公路，及後於石排灣圓形地轉入石排灣馬路。

2015年8月23日，運輸基建辦公室公佈「澳門輕軌系統石排灣線可行性研究意見徵集」意見，並以方案一作為推薦方案。

### 前期工程及確定定線
2018年7月，開始「輕軌石排灣前期建造工程」，工期約一年，工程目的為建造輕軌石排灣線轉乘站的地基及主體結構、臨時道路和地盤辦公室。
2020年7月23日，建設發展辦公室對「輕軌石排灣線主體建造工程」進行公開招標，總施工期為960個工作天。招標公告首次明確放棄早前所推薦的方案一，取消原來蓮花口岸站轉乘規劃，改為在氹仔線上的蓮花口岸站與東亞運站之間加設轉乘車站，因此路線車站數目縮減至兩個，同時會在離島醫院站和石排灣站興建行人天橋連接離島醫院及石排灣公屋群。
2021年5月20日，建設發展辦公室審標後認為各競投者投標金額及工期明顯偏低，有機會嚴重超支超時，加上須重新修改圖則。所以特區政府宣布撤銷主體建造工程招標。
2021年6月2日，「輕軌石排灣線主體建造工程」重新展開招標程序。
2021年6月29日，輕軌石排灣線主體工程進行開標，據建設辦，經開標程序後， 10份標書被接納，1份有條件被接納。工程造價介乎澳門幣9.08億至10.08億，工期由638工作天至760工作天。

### 正式動工
2021年8月13日，輕軌石排灣線主體工程正式判給，由中國路橋工程責任有限公司以近9.3億澳門元承建，工程日期為685工作天。
2021年10月1日，主體建造工程進入第一階段施工。
2021年12月初，主體建造工程進入第二階段施工。
2022年5月23日，交通事務局局長林衍新公佈《澳門陸路整體交通運輸規劃（2021-2030）》，預計本線於2025年前完成工程。
2022年9月30日，公共建設局局長林煒浩稱，本線目標於2024年通車。
2023年2月16日，公共建設局表示本線工程預計在2024年2月竣工。
2023年4月9日，高架橋結構完成，橋面正式貫通。當時工程進度已達67%。
2023年10月中旬，主體工程竣工在即，工程超支2.8%但沒有超時，當時正安裝護欄、行車物料及系統，並興建連接的行人天橋。預計2024年二月竣工，同年內通車。

### 開展各系列測試
2024年1月8日，運輸工務司司長羅立文表示，石排灣線正進行車站及列車測試，並透露不會由港鐵（澳門）營運。擬透過公開招標並希望判給內容少，較多內容由輕軌公司負責。
2024年1月下旬，公共建設局將列車操作服務判予澳門輕軌股份有限公司負責，期限為2024年1月1日至9月30日，判給價連同橫琴線合共680萬澳門幣。
2024年3月31日，主體工程已基本完工，於各車站及沿高架橋設置的輕軌行車系統亦已基本完成安裝，正開展各系統及列車運行測試工作。列車測試概括分為三個階段進行，第一階段為石排灣線範圍內，第二階段將延伸至設於現時氹仔線途經的轉車站（蓮花），第三階段為全線範圍。連接輕軌車站的行人天橋正處於收尾清理階段及隨後的驗收工作，配合年內通車的目標。
2024年5月8日01:30左右，石排灣線進行列車測試期間，一節列車與另一節列車碰撞，導致四名在列車上的測試人員受傷。公共建設局經初步調查發現並非列車行駛中發生追尾。同年5月10日，公共建設局經調查後公布，確認屬測試人員人為操作錯誤，不涉及系統的安全問題。公共建設局已要求參與測試的項目管理單位、列車系統供應商和監理單位即時全面檢視列車測試流程，增加監控措施和步驟，加強對測試工作人員的培訓，避免再發生同類型意外。
2024年5月24日凌晨，公共建設局經調查上述事故屬人為操作錯誤，完成列車測試流程演練後恢復列車測試工作。
2024年5月下旬，造價10.5億元的輕軌石排灣線主體建造工程正式完工，公共建設局已臨時接收，工程有分別輕微超時超支約3%，主要原因包括COVID-19疫情，以及受外圍新增消防栓施工影響，對道路及下水道施工的條件限制。
2024年9月，石排灣線完成所有測試並移交予澳門輕軌股份有限公司。

### 通車營運
2024年11月1日，石排灣線正式通車，首班車於當天下午1時11分於石排灣站開出。

## 路線資料

### 走線
由路氹連貫公路近蓮花的協和醫院站出發，及後於石排灣轉入石排灣馬路設石排灣站。

### 服務資料
| 營運時間     | 星期一至四           | 06:30-23:38    |
| 營運時間     | 星期五至日及公眾假期 | 06:30-00:23    |
| 列車行駛速度 | 列車行駛速度         | 最高80km/h     |
| 列車編排     | 列車編排             | 以兩節車廂編組 |
| 單向行駛時長 | 單向行駛時長         | 1.5分鐘        |
| 班距         | 班距                 | 6分鐘          |

### 調度區
- 路氹連貫公路 (近協和醫院站)

### 變電站
- 輕軌車廠變電站 （位於輕軌車廠內）
- 西灣橋變電站（位於東亞運大馬路）

## 車站
| 車站資訊 | 車站資訊 | 車站名稱[1] | 車站名稱[1]    | 車站名稱[1]    | 所在區域     | 轉乘路線 | 通車日期      | 車站形式 | 車站形式 |
| 色系     | 編號     | 中文        | 葡文           | 英文           | 所在區域     | 轉乘路線 | 通車日期      | 位置     | 月台     |
| -------- | -------- | ----------- | -------------- | -------------- | ------------ | -------- | ------------- | -------- | -------- |
| 石排灣線 |          |             |                |                |              |          |               |          |          |
|          | 18A      | 協和醫院    | Hospital Union | Union Hospital | 路氹填海區   | █ 氹仔線 | 2024年11月1日 | 架空     | 島式月台 |
|          | 18B      | 石排灣      | Seac Pai Van   | Seac Pai Van   | 聖方濟各堂區 | —        | 2024年11月1日 | 架空     | 島式月台 |

## 未來發展

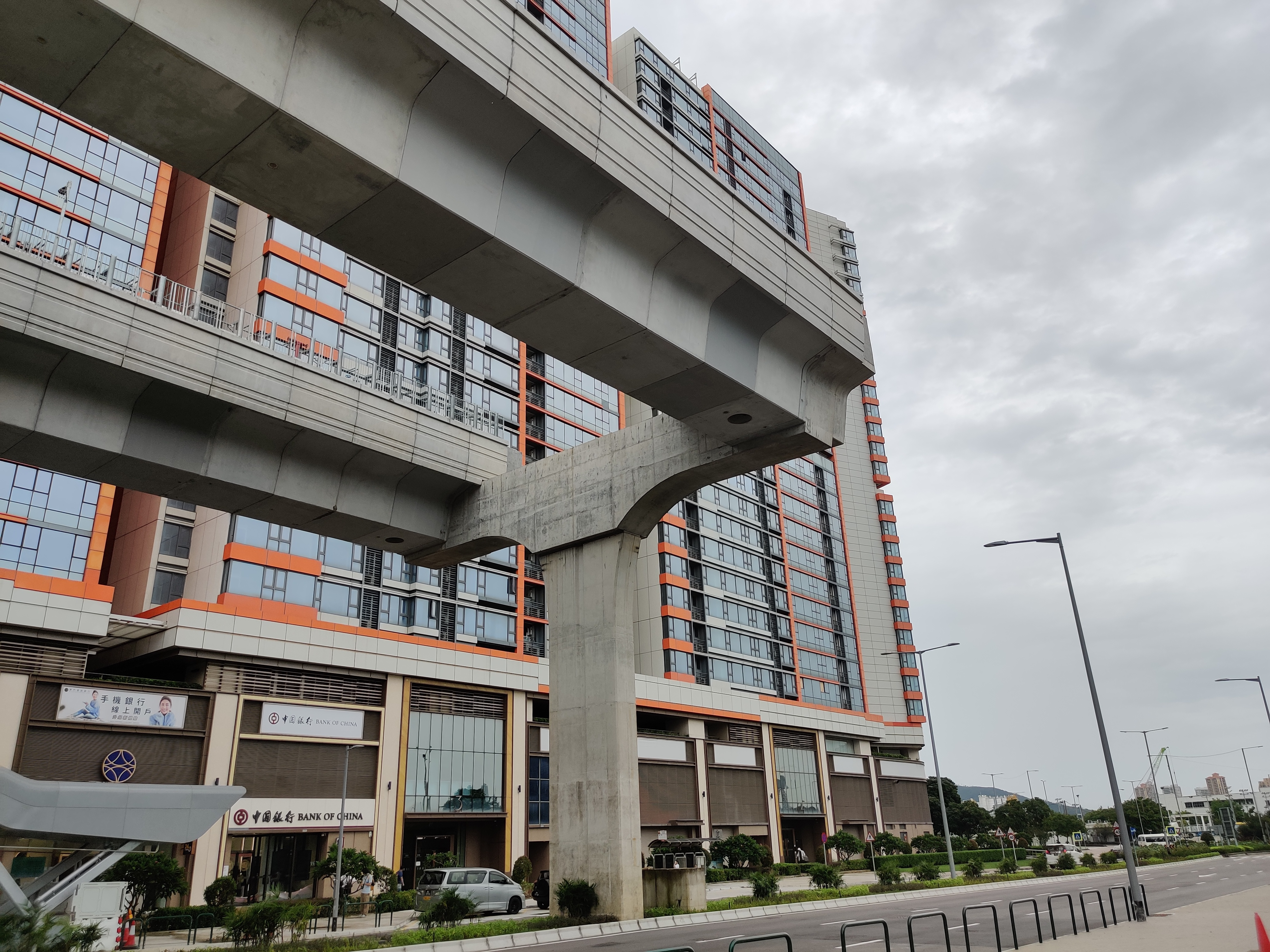
石排灣線石排灣站的末尾，已預留未來延伸的條件

本線有預留未來延伸至路環的技術及空間條件，在石排灣站向西便可延伸至路環，但具體走線未定。在2014年的《澳門輕軌系統石排灣線可行性研究》中有收集對延伸至路環的意見，其中支持者佔多數；研究亦建議爲延伸路環另作研究及諮詢，然而至今仍未進行相關研究。
然而，據《商訊》2021年引述消息人士表示，石排灣線延伸至路環的可能性比在澳門半島的任何一條路線都要高。
隨著路環監獄於2024年10月搬遷至九澳新址，社會有聲音建議輕軌路線延伸至石排灣郊野公園、荔枝碗村甚至是在路環市區旁的路環監獄舊址興建車站，方便居住在石排灣其他住宅群如金峰南岸、安順大廈或路環市區一帶的居民出行，以及吸引旅客通過轉乘輕軌路環延伸線方便往返石排灣郊野公園及路環市區。

## 項目資料

### 石排灣線
| 項目內容                                    | 開始/動工日期 | 預計完成/完工                                | 目前進度       | 單位                                  | 價格（澳門幣）     |
| ------------------------------------------- | ------------- | -------------------------------------------- | -------------- | ------------------------------------- | ------------------ |
| 輕軌系統石排灣線可行性研究服務              | 2013年8月     | 2014年8月                                    | 已完成         | Ove Arup & Partners Hong Kong Limited | $10,850,000.00     |
| 輕軌石排灣C290編製工程計劃                  | 2017年9月     | 2018年8月                                    | 已完成         | 奧雅納工程顧問                        | $32,800,000.00     |
| C689 輕軌石排灣線獨立驗證設計顧問服務       | 2018年3月     | 2022年1月                                    | 已完成         | PAL 亞洲顧問有限公司                  | $12,800,000.00     |
| C390A 輕軌石排灣前期建造工程                | 2018年6月     | 2019年6月                                    | 已完成         | 中國路橋工程責任有限公司              | $131,686,000.00    |
| C699A 輕軌石排灣前期環境監控服務            | 2018年7月     | 2019年8月                                    | 已完成         | 澳門土木工程實驗室                    | $1,538,600.00      |
| C679A 輕軌石排灣前期工程質量控制            | 2018年6月     | 2019年6月                                    | 已完成         | 澳門土木工程實驗室                    | $2,041,133.00      |
| C390B-輕軌石排灣主體建造工程 - 工料測量服務 | 2020年5月     | 2024年9月                                    | 進行中         | 利比澳門有限公司                      | $3,190,000.00      |
| C390B-輕軌石排灣線主體工程 （第一次招標）   | 2020年第四季  | 相關工程招標已撤銷                           | 工程招標已撤銷 | --相關工程招標已撤銷--                | --工程招標已撤銷-- |
| C390B-輕軌石排灣線主體工程 （第二次招標）   | 2021年9月     | 2023年12月 （受COVID-19影響延誤至2024年5月） | 已完成         | 中國路橋工程有限責任公司              | $938,600,124.20    |
|                                             |               |                                              |                |                                       | $1,133,505,857.20  |

## 外部連結
- 澳門輕軌系統石排灣線可行性研究諮詢文本 （页面存档备份，存于）
- 公共建設局 C390B-輕軌石排灣線主體工程 （页面存档备份，存于）